# Sandi Lovrić
Sandi Lovrič (sinh ngày 28 tháng 3 năm 1998) là một cầu thủ bóng đá chuyên nghiệp thi đấu ở vị trí tiền vệ cho câu lạc bộ Serie A Udinese và đội tuyển quốc gia Slovenia.

## Sự nghiệp
Lovrič gia nhập SK Sturm Graz năm 2012 từ SV Rapid Lienz. Anh ra mắt Giải bóng đá vô địch quốc gia Áo trong trận hòa 1-1 trên sân nhà trước Austria Wien sau khi vào sân dự bị thay cho Marko Stanković trong hiệp phụ.

## Thống kê sự nghiệp

### Quốc tế
Tính đến ngày 26 tháng 3 năm 2024
| Đội tuyển quốc gia | Năm       | Trận | Bàn |
| ------------------ | --------- | ---- | --- |
| Slovenia           |           |      |     |
| 2020               | 6         | 1    |     |
| 2021               | 12        | 2    |     |
| 2022               | 7         | 0    |     |
| 2023               | 7         | 1    |     |
| 2024               | 1         | 0    |     |
| Tổng cộng          | Tổng cộng | 33   | 4   |

### Bàn thắng quốc tế
Tính đến ngày 7 tháng 9 năm 2021.
| # | Ngày                 | Địa điểm                                        | Số trận | Đối thủ    | Bàn thắng | Kết quả | Giải đấu                    |
| - | -------------------- | ----------------------------------------------- | ------- | ---------- | --------- | ------- | --------------------------- |
| 1 | 14 tháng 10 năm 2020 | Sân vận động Zimbru, Chișinău, Moldova          | 3       | Moldova    | 1–0       | 4–0     | UEFA Nations League 2020–21 |
| 2 | 24 tháng 3 năm 2021  | Sân vận động Stožice, Ljubljana, Slovenia       | 7       | Croatia    | 1–0       | 1–0     | Vòng loại World Cup 2022    |
| 3 | 24 tháng 3 năm 2021  | Sân vận động Stožice, Ljubljana, Slovenia       | 14      | Malta      | 1–0       | 1–0     | Vòng loại World Cup 2022    |
| 4 | 10 tháng 9 năm 2023  | Sân vận động San Marino, Serravalle, San Marino | 30      | San Marino | 3–0       | 4–0     | Vòng loại UEFA Euro 2024    |